# Stictopisthus argaleus
Stictopisthus argaleus är en stekelart som beskrevs av Dasch 1971. Stictopisthus argaleus ingår i släktet Stictopisthus och familjen brokparasitsteklar. Inga underarter finns listade i Catalogue of Life.